# Vladimir Rubes
Vladimir „Vlad“ Rubes, tschechisch Vladimír Rubeš, (* 8. September 1970 in Prag, Tschechoslowakei) ist ein ehemaliger tschechisch-australischer Eishockeyspieler und -trainer, der im Verlauf seiner aktiven Karriere zwischen 2000 und 2018 größtenteils für die Sydney Bears in der Australian Ice Hockey League gespielt hat. Von 2001 bis 2016 war er auch Trainer des Teams. Rubes hat sowohl die tschechische als auch die australische Staatsangehörigkeit.

## Karriere
Vlad Rubes, der in der damaligen Tschechoslowakei geboren wurde, begann seine Karriere in der Sunshine Hockey League im Süden der Vereinigten Staaten, wo er für West Palm Beach Blaze und die Daytona Beach Sun Devils spielte. 1994 kehrte er in seine Geburtsstadt Prag und spielte dort für den IHC Bohemians Prag in der 2. Liga, der dritthöchsten tschechischen Spielklasse. Nachdem er die Spielzeit 1998/99 für die Memphis RiverKings in der Central Hockey League gespielt hatte, wechselte er zur Jahrtausendwende zu den Sydney Bears. Für die Bears war er bis zum Herbst 2018 mit Ausnahme der Jahre 2014, 2015 und 2016, als er drei Spielzeiten pausierte, in der Australian Ice Hockey League aktiv. Mit dem Team gewann er 2002 und 2007 den Goodall Cup, die australische Landesmeisterschaft, und 2008 den V.I.P.-Cup als Hauptrundensieger der AIHL.

### International
Für die Australische Nationalmannschaft stand Rubes erstmals bei der D-Weltmeisterschaft 2000 auf dem Eis. Nach der Umstellung auf das heutige Divisionensystem stand er bei den Weltmeisterschaften der Division II 2001, 2004, 2005, 2006, 2007 und 2008 im Aufgebot seines Landes. 2008 erreichte er mit den „Aussies“ durch den Sieg beim Heimturnier in Newcastle den erstmaligen Aufstieg in die Division I, in der er 2009 spielte. Anschließend beendete er seine internationale Karriere.

### Trainertätigkeit
Bereits ab 2001 war Rubes Spielertrainer der Sydney Bears in der Australian Ice Hockey League. Von 2014 bis 2016 war er dort ausschließlich als Trainer tätig, bevor er die Seiten wechselte und ab 2017 wieder die Eishockeystiefel schnürte.
Für den australischen Verband war er von 2000 bis 2006 als Trainer der nationalen U18-Auswahl tätig, wobei er bis 2002 Assistenztrainer und anschließend Chefcoach war. Von 2011 bis 2013 war er für die Herren-Nationalmannschaft als Cheftrainer verantwortlich, wobei ihm bei der Weltmeisterschaft 2011 der Aufstieg in die Division I gelang.

## Erfolge und Auszeichnungen
- 2000 Aufstieg in die Division II bei der D-Weltmeisterschaft
- 2002 Gewinn des Goodall Cups mit den Sydney Bears
- 2003 Aufstieg in die Division II bei der U18-Weltmeisterschaft der Division III, Gruppe A (als Trainer)
- 2005 Aufstieg in die Division II bei der U18-Weltmeisterschaft der Division III (als Trainer)
- 2007 Gewinn des Goodall Cups mit den Sydney Bears
- 2008 Gewinn des V.I.P.-Cups mit den Sydney Bears
- 2008 Aufstieg in die Division I bei der Weltmeisterschaft der Division II, Gruppe B
- 2011 Aufstieg in die Division I bei der Weltmeisterschaft der Division II, Gruppe A (als Trainer)